# Förflyttad befolkning
Förflyttad befolkning kallas i Finland den befolkning som under eller efter krigen 1939–1944 förflyttades från de områden som avträddes eller utarrenderades till Sovjetunionen. Denna folkgrupp ingick i den stora kategori av så kallade displaced persons som andra världskriget framkallade i Europa och som av politiska orsaker inte kunde erhålla status av flyktingar. 

## Historik
Från Karelen med Viborg förflyttades omkring 406 000 personer, från Petsamo, Salla och Kuusamo omkring 10 800 och från Porkalaområdet omkring 7 200 (från Hangö omkring 11 000 personer efter vinterkriget); totalt omkring 422 000 personer eller 11 procent av Finlands befolkning. Därtill förflyttades det nordligaste länets befolkning till trakter söder om Ule älv eller till Sverige under Lapplandskriget, som utkämpades mot tyskarna 1944–1945. Av de karelska flyktingarna var 70 procent i tillfälle att återvända till sina hem under fortsättningskriget, som inleddes med Karelens tillfälliga återerövring. 
En särskild grupp utgjordes av de svenskspråkiga karelarna i Kronoborg, som flyttat dit på 1800-talet, framför allt till Sorjos by. Som mest var deras antal närmare 250. Förfinskning och utflyttning decimerade antalet svensktalande, och vid evakueringen 1944 var de endast drygt 50, varav de flesta fick ny jord på Stor-Sarvlax gård i Pernå. 
Då det gällde att skaffa den förflyttade befolkningen nya hem och utkomstmöjligheter ansåg man det rättvist att bördan fördelades på alla förmögnare medborgare. För den skull utskrevs en dryg överlåtelseskatt och stiftades 1940 den så kallade snabbkolonisationslagen, vars genomförande dock avbröts av fortsättningskriget. Vid krigets slut återkom problemet med den förflyttade lantbrukarbefolkningen, och 1945 stiftades jordanskaffningslagen, som hade karaktären av en jordreform då den gav inte bara de förflyttade rätt till jord, utan även frontmän, krigsänkor, krigsvärnlösa och andra jordbehövande. De flesta åtgärderna gällde naturligt nog den förflyttade lantbrukarbefolkningen, men även den övriga förflyttade befolkningen gavs vissa företrädesrättigheter, till exempel vid anskaffningen av bostäder. Förflyttningen av lantbrukarbefolkningen kan betraktas som slutförd 1950; dock hade ungefär 16 procent av dem som varit berättigade till jord avstått från denna rätt. Inte heller alla av Porkalaområdets invånare återvände sedan detta 1956 återförenats med Finland. 
Folkräkningen 1950 gav vid handen, att en tredjedel av flyktingarna hade slagit sig ned i städer och köpingar. 35 procent var bosatta i Nylands och Åbo och Björneborgs län, medan Kymmene, S:t Michels och Tavastehus län hade upptagit 40 procent. Det största inslaget utgjorde den förflyttade befolkningen i Kymmene län. Undersökningar har visat, att folkgruppen tämligen väl anpassade sig till sina nya förhållanden, ehuru vissa svårigheter uppenbarade sig för dem som varit tvungna att byta yrke, bland annat för den förflyttade fiskarbefolkningen, av vilka endast en del kunde erbjudas nya fiskevatten. Karelarförakt förekom lika mycket på svenskt som på finskt håll trots att det spreds rykten om  hur illa svenska kretsar tog emot karelare. Den andliga anpassningen var uppenbarligen en rätt långsamt avancerande process. Som de karelska flyktingarnas centralorganisation fungerar Karelska förbundet; dessutom verkar sockenföreningar och andra sammanslutningar bildade av den förflyttade befolkningen inom rikets nya gränser.  
Ett allmänt omdöme är, att Finland löste detta flyktingproblem väl. Det stora bokverket Siirtokarjalaisten tie (fyra band + adressregister, 1970–1971) innehåller uppgifter om omkring 140 000 personer som tillhörde den förflyttade befolkningen. År 2004 uppskattades antalet i livet varande personer ur den förflyttade befolkningen vara inemot 140 000. Inklusive avkomlingar uppgick folkgruppen detta år till omkring en halv miljon människor.